# 4566 Chaokuangpiu
4566 Chaokuangpiu eller 1981 WM4 är en asteroid i huvudbältet som upptäcktes den 27 november 1981 av Purple Mountain-observatoriet i Nanjing, Kina. Den är uppkallad efter Kuang-Piu Chao.
Asteroiden har en diameter på ungefär 10 kilometer och den tillhör asteroidgruppen Itha.